# Gambia Armed Forces Council
Der Gambia Armed Forces Council (GAFC, deutsch Rat der Streitkräfte Gambias) ist ein über die Belange der Streitkräfte Gambias beratendes Gremium.
Die Funktionen des Rates ist, den Präsidenten in allen Verteidigungs- und strategiepolitischen Fragen beraten soll, einschließlich der Rolle der Streitkräfte, des Verteidigungshaushalts und der Finanzen, der Verwaltung und aller anderen Angelegenheiten, die der Präsident an den Rat verweisen kann. Darüber hinaus könnte der Rat den Präsidenten auch bei der Beförderung von Offizieren in die Ränge eines Oberstleutnants oder eines gleichwertigen Amtes und darüber beraten.

## Geschichte
Im Mai 2020 stimmte die Nationalversammlung dafür, die Ernennung von Momodou Ndow-Njie und Yusupha Baboucarr Dibba in den Rat der Gambischen Streitkräfte zur Prüfung an den öffentlichen Ernennungsausschuss der Versammlung zu verweisen. Verteidigungsminister Sheikh Omar Fye, der den Antrag zur Prüfung der beiden einbrachte, sagte, dass es in der Geschichte Gambias noch nie einen funktionsfähigen Rat der Streitkräfte gegeben habe. „Es ist die Überzeugung meines Ministeriums, dass die Einrichtung dieses Rates mit diesem Kaliber von Menschen wesentlich zu den Aufsichtsprozessen und zur demokratischen zivilen Kontrolle der Streitkräfte beitragen wird“, sagte er.
Ende Juni 2020 wurde die Nominierung von Dibba von der Nationalversammlung bestätigt, bei der Nominierung von Ndow-Njie erbat sich die Nationalversammlung mehr Informationen.

## Zusammensetzung
Der Gambia Armed Forces Council, der sich aus dem Vizepräsidenten als Vorsitzenden, dem Verteidigungsminister, dem Chef des Verteidigungsstabs und des Generalstabs der Streitkräfte, den Kommandeuren der Armee, der Marine und der Luftwaffe, dem Verteidigungsministerium der PS und zwei weiteren Personen zusammensetzt, die vom Präsidenten vorbehaltlich der Bestätigung durch die Nationalversammlung ernannt werden.
|   | Amt                                                                                    | Amtsinhaber                                 |
| - | -------------------------------------------------------------------------------------- | ------------------------------------------- |
| 1 | Vice-President (Vizepräsident, als Vorsitzenden)                                       | Isatou Touray (seit 2020)                   |
| 2 | Minister of Defence (Verteidigungsminister)                                            | Sheikh Omar Fye (seit 2020)                 |
| 3 | Chief of Defense Staff (CDS) (Chef des Verteidigungsstabes)                            | Generalmajor Yankuba Drammeh (seit 2020)    |
| 4 | Commander of the army (Armeekommandeur)                                                | Oberst Ousman Gomez (ab 2020)               |
| 5 | Commander of the navy (Marinekommandeur)                                               | Kommodore Madani Senghore (ab 2020)         |
| 6 | Commander of the air force (Luftwaffenkommandeur)                                      | n/a                                         |
| 7 | Permanent Secretary Ministry of Defense (Staatssekretär des Verteidigungsministeriums) | Assan Tangara (ab 2020)                     |
| 8 | Nominierter Vertreter                                                                  | Retired Colonel Momodou Ndow-Njie (ab 2020) |
| 9 | Nominierter Vertreter                                                                  | Yusupha Baboucarr Dibba (ab 2020)           |

Am 16. September 2022 setzte sich der Rat so zusammen:
|   | Amt                                                                                    | Amtsinhaber                                               |
| - | -------------------------------------------------------------------------------------- | --------------------------------------------------------- |
| 1 | Vice-President (Vizepräsident, als Vorsitzenden)                                       | Badara Alieu Joof (seit 2022)                             |
| 2 | Minister of Defence (Verteidigungsminister)                                            | Sering Modou Njie (seit 2022)                             |
| 3 | Permanent Secretary Ministry of Defense (Staatssekretär des Verteidigungsministeriums) | Rohie Bittaye Darboe (seit 2022)                          |
| 4 | Chief of Defense Staff (CDS) (Chef des Verteidigungsstabes)                            | Generalleutnant Yankuba A. Drammeh (seit 2022)            |
| 5 | Deputy CDS                                                                             | Generalmajor Mamat O. Cham (seit 2022)                    |
| 6 | Commander of Republican National Guard                                                 | Brigadegeneral Turro Jawneh (seit 2022)                   |
| 7 | Civilian Member of the Council                                                         | Oberstleutnant (im Ruhestand) Abdoulie Conteh (seit 2022) |